# Camilo Romero
Camilo Romero Mora (né le 30 mars 1970 à Guadalajara au Mexique) est un joueur de football international mexicain, qui évoluait au poste de défenseur.

## Biographie

### Carrière en sélection
Avec l'équipe du Mexique, il joue 14 matchs (pour aucun but inscrit) entre 1995 et 1997. 
Il figure dans le groupe des sélectionnés lors des JO de 1992. Lors du tournoi olympique, il joue un match contre le Ghana. Il participe également à la Copa América de 1997, où son équipe se classe troisième.
Il joue enfin 4 matchs comptant pour les tours préliminaires de la coupe du monde 1998.

## Palmarès
Chivas
- Championnat du Mexique (1) :
  - Champion : 1997 (Verano).